# Vương Cương (chính khách)
Vương Cương (sinh ngày 5 tháng 10 năm 1942) là chính khách nước Cộng hòa Nhân dân Trung Hoa. Ông từng giữ chức Phó Chủ tịch Chính hiệp toàn quốc và Chủ nhiệm Văn phòng Trung ương.

## Tiểu sử
Vương Cương sinh tháng 10 năm 1942, người huyện Phù Dư, tỉnh Cát Lâm (nay là thành phố cấp huyện Phù Dư, tỉnh Cát Lâm). Tháng 9 năm 1962 đến tháng 9 năm 1967, ông học chuyên ngành triết học khoa triết học tại Đại học Cát Lâm. Sau khi tốt nghiệp, ông ở lại trường chờ được tổ chức phân công công tác từ tháng 9 năm 1967 đến tháng 7 năm 1968. Tháng 6 năm 1971, ông gia nhập Đảng Cộng sản Trung Quốc.
Tháng 7 năm 1977 đến tháng 12 năm 1981, ông là thư ký Văn phòng Khu ủy Khu tự trị Duy Ngô Nhĩ Tân Cương. Tháng 12 năm 1993, ông được bổ nhiệm giữ chức Cục trưởng Cục Hồ sơ Quốc gia. Tháng 9 năm 1994, ông được bổ nhiệm làm Phó Chủ nhiệm Văn phòng Trung ương. Tháng 3 năm 1999, ông được bổ nhiệm giữ chức Chủ nhiệm Văn phòng Trung ương.
Ngày 15 tháng 11 năm 2002, tại hội nghị toàn thể lần thứ nhất của Ban Chấp hành Trung ương Đảng Cộng sản Trung Quốc khóa XVI, ông được bầu làm Ủy viên dự khuyết Bộ Chính trị, Bí thư Ban Bí thư Trung ương. Vương Cương giữ chức Chủ nhiệm Văn phòng Trung ương cho đến tháng 9 năm 2007, thay ông ở vị trí này là Lệnh Kế Hoạch.
Ngày 22 tháng 10 năm 2007, tại hội nghị toàn thể lần thứ nhất của Ban Chấp hành Trung ương Đảng Cộng sản Trung Quốc khóa XVII, Vương Cương được bầu làm Ủy viên Bộ Chính trị. Ngày 13 tháng 3 năm 2008, ông được bầu làm Phó Chủ tịch Chính hiệp toàn quốc khóa XI nhiệm kỳ 2008-2013. Ông giữ chức Phó Chủ tịch Chính hiệp toàn quốc cho đến ngày 11 tháng 3 năm 2013.
Ông là Ủy viên dự khuyết Ban Chấp hành Trung ương Đảng Cộng sản Trung Quốc khóa XV và Ủy viên Ban Chấp hành Trung ương Đảng Cộng sản Trung Quốc khóa XVI, XVII.